# Tumkur Challenger
Il Tumkur Challenger è stato un torneo professionistico di tennis giocato su campi in cemento. Faceva parte dell'ATP Challenger Series. Si è giocata una sola edizione, a Tumkur in India.

## Albo d'oro

### Singolare
| Anno | Campione              | Finalista  | Punteggio   |
| ---- | --------------------- | ---------- | ----------- |
| 2003 | Philipp Kohlschreiber | Lee Childs | 7–5, 7–6(5) |

### Doppio
| Anno | Campioni                      | Finalisti                       | Punteggio |
| ---- | ----------------------------- | ------------------------------- | --------- |
| 2003 | Prakash Amritraj Rik De Voest | Michal Mertiňák Branislav Sekáč | 6–4, 6–3  |